# حروب مغول الهند والفرس
كانت الحروب المغولية الفارسية عبارة عن سلسلة من الحروب التي دارت في القرنين السادس عشر والسابع عشر والثامن عشر بين الإمبراطوريتين الصفوية والأفشارية في بلاد فارس، وسلطنة مغول الهند، على ما يعرف الآن بأفغانستان. عزز المغول سيطرتهم على ما يعرف اليوم بالهند وباكستان في القرن السادس عشر، ودخلوا تدريجياً في صراع مع الصفويين والأفشاريين الأقوياء بقيادة عباس الأكبر‌ ونادر شاه على التوالي. وباستثناء غزو نادر شاه للإمبراطورية المغولية، فإن معظم الصراع بين القوتين كان يقتصر على معارك السيطرة على قندهار. من وجهة نظر الصفويين، كان جيش المغول "أقل قوة بكثير" من جيش منافسيهم اللدودين العثمانيين.